# Ouro Branco (ort)
Ouro Branco är en ort i Brasilien.   Den ligger i kommunen Ouro Branco och delstaten Minas Gerais, i den sydöstra delen av landet, 700 km sydost om huvudstaden Brasília. Ouro Branco ligger 1 039 meter över havet och antalet invånare är 26 687.
Terrängen runt Ouro Branco är kuperad åt nordost, men åt sydväst är den platt. Runt Ouro Branco är det ganska tätbefolkat, med 120 invånare per kvadratkilometer.. Närmaste större samhälle är Conselheiro Lafaiete, 17,9 km sydväst om Ouro Branco.
Omgivningarna runt Ouro Branco är huvudsakligen savann.